# 宋朝公爵列表
宋朝常制封爵分王、郡王、國公、開國郡公、開國郡侯、開國縣伯、開國縣子、開國縣男八等。其中，國公為第三等，食邑一萬戶以上，食實封數千戶至上萬戶（現任、前任宰相食邑與食實封通及萬戶即進封國公，宗室食邑數不限），國名分大國、次國、小國三等，每等內部亦有高低次序，一般先封較小之國，而後漸次進封較大之國；開國郡公為第四等，食邑二千戶至九千九百戶，食實封數百戶至數千戶，一般以郡望或籍貫所在州府的郡名封之。
除了常制封爵國公、開國郡公，另有不加“開國”一詞的特設爵位郡公、縣公、公。宗室死後，追贈節度使者追封國公，追贈節度觀察留後（後改為承宣使）者追封郡公。被貶宗室諸王降封縣公。
下表列出宋朝可考的公爵。

## 郡公[3][4]

### 宣祖系

#### 高密郡王房
- 高密郡慈惠王趙德恭
  - 循國公趙承慶
    - 惠國公趙克孝
      - 高密郡公趙叔老
      - 建安郡公趙叔□

  - 武當侯趙承壽
    - 饒陽侯趙克巳
      - 會稽郡公趙叔韶
      - 東平郡公趙叔裒

    - 景陵侯趙克基
      - 華陰侯趙叔材
        - 漢東郡公趙兩之

      - 高密郡公趙叔朗

    - 濟陰郡公趙克淑
      - 安樂郡公趙叔蠆
      - 高密郡公趙叔據

#### 廣平郡王房
- 臨沂郡公趙德隆，後追封諡廣平郡恭肅王[5]
  - 趙承訓
    - 儀國公趙克勤
      - 東陽郡公趙叔昂
      - 彭城郡公趙叔愷

    - 彭城侯趙克孚
      - 高密郡公趙叔建

    - 南陽郡公趙克懋
      - 安康郡公趙叔頍

#### 潁川郡王房
- 潁川郡安簡王趙德彝
  - 廣平侯趙承矩
    - 光國公趙克廣
      - 建國公趙叔亞
        - 華陽郡公趙學之

    - 濟國公趙克彰
      - 高密郡公趙叔標
      - 信都郡公趙叔麾

  - 遂寧郡僖溫王趙承範
    - 東陽郡公趙克聰

  - 南陽郡公趙承拱
  - 遂寧郡公趙承衎
    - 趙克諧
      - 華原郡公趙叔汝

  - 陳國榮僖公趙承錫
    - 安唐郡公趙克家

#### 廣陵郡王房
- 廣陵郡康簡王趙德雍
  - 南康侯趙承睦
    - 河間侯趙克順
      - 高密郡公趙叔拔

    - 南康侯趙克凝
      - 洋川郡公趙叔澹

    - 昌國良安公趙克彙
      - 高密郡公趙叔納

  - 原國公趙承炳
    - 崇國公趙克懼
      - 彭城郡公趙叔琥

  - 樂平郡恭靖王趙承亮
    - 趙克冲
      - 淮陽郡公趙叔廉

    - 樂平郡王趙克暨
      - 高密郡公趙叔耘

  - 安定侯趙承操
    - 常山郡孝良公趙克助

  - 南陽郡公趙承亶

#### 鄖國公房
- 鄖國公趙德鈞
  - 趙承震
    - 河內侯趙克明
      - 趙叔璘
        - 新秦郡公趙與之

  - 安定郡和懿王趙承簡
    - 建安郡公趙克荷
      - 建安郡公趙叔驥

  - 安定郡王趙承幹
    - 和國公趙克敦
      - 高密郡公趙叔盎

  - 宣城侯趙承雅
    - 榮國公趙克用
      - 房陵郡公趙叔濱

  - 祁國公趙承裔
    - 趙克平
      - 高密郡公趙叔沂

    - 高密郡公趙克寬
    - 信都郡公趙克研

  - 閬中郡公趙承翊
    - 房陵郡公趙克勁

#### 江國公房
- 江國公趙德欽
  - 樂安侯趙承遵
    - 南康侯趙克臧
      - 東平郡公趙叔陳

    - 高陽侯趙克偃
      - 北海郡公趙叔瓛

#### 申王房
- 申恭裕王趙德文
  - 樂平郡王趙承顯
    - 樂平郡王趙克柔
      - 奉化郡公趙叔韋

    - 淮南侯趙克恂
      - 漢東郡公趙叔鑄

  - 舒國恭僖公趙承蘊
    - 奉化郡公趙克賢
    - 永國公趙克常
      - 漢東郡公趙叔邑

  - 博陵郡王趙承選
    - 奉化郡公趙克艱

  - 樂平郡公趙承澋

#### 紀國公房
- 紀國公趙德存
  - 河東郡王趙承衍
    - 房陵郡公趙克赳
    - 高密郡公趙克戒
    - 漢東郡公趙克□

### 太祖系

#### 燕王房
- 燕懿王趙德昭
  - 魏王趙惟正
    - 馮翊侯趙從讜（繼子）
      - 榮國公趙世程
        - 華原郡公趙令琯

      - 申國公趙世智
        - 房陵郡公趙令祈

      - 馮翊侯趙世覃
        - 奉化郡公趙令緝

      - 信都郡公趙世繁

  - 冀康孝王趙惟吉
    - 丹陽郡僖穆王趙從節
      - 南康郡修孝王趙世永
        - 東陽郡公趙令樞

      - 彭城郡公趙世延
        - 華原郡公趙令續

      - 北海郡公趙世符

    - 淮陽侯趙守約
      - 北海郡公趙世靜
      - 濟陰郡公趙世長

    - 楚國公趙守巽
      - 東陽郡公趙世茂
        - 奉化郡公趙令潛

      - 武當侯趙世績
        - 安康郡公趙令委

    - 廬江侯趙守度
      - 高密郡公趙世珍

    - 滏陽侯趙守廉
      - 華原郡公趙世奉

  - 舒國公趙惟忠
    - 東萊侯趙從恪
      - 安陸侯趙世安
        - 景城郡公趙令超

      - 博平侯趙世融
        - 華原郡公趙令晏
        - 華陰侯趙令葴

      - 洋川侯趙世昌
        - 濟陰郡公趙令襄

      - 魯國公趙世規
        - 漢東郡公趙令瓊
        - 洋川郡公趙令白

    - 韓國公趙從藹
      - 武當侯趙世宣
        - 永寧郡公趙令變

      - 淄王趙世雄
        - 房陵郡公趙令甄

      - 彭城郡公趙世本
        - 江夏郡公趙令苕

      - 定國公趙世綱
        - 房陵郡公趙令蓍

    - 宣城侯趙從謹
      - 武當侯趙世祥
        - 高寧郡公趙令鼏

      - 馮翊侯趙世陟
        - 房陵郡公趙令疎

      - 華原郡公趙世□
      - 濟陰侯趙世統
        - 吳興郡公趙令□

    - 博陵侯趙從質
      - 南康侯趙世哲
        - 高密郡公趙令儇

      - 高密郡公趙世京
        - 高密郡公趙令教

      - 趙世侹
        - 房陵郡公趙令休

      - 昌國公趙世表
        - 漢東郡公趙令甘

      - 房國公趙世疆
        - 安康郡公趙令磾

    - 楚國安僖公趙從信
      - 河內侯趙世淵
        - 洋川郡公趙令扁

      - 北海侯趙世爽
        - 高密郡公趙令襵

      - 安康郡公趙世燮
      - 馮翊侯趙世登
        - 洋川郡公趙令羣

      - 惠國公趙世耀
        - 華原郡公趙令優

      - 儀王趙世福
        - 洛交郡公趙令哿

      - 房陵郡公趙世重
      - 房陵郡公趙世引
      - 高密郡公趙世藩

  - 清源郡公趙惟和
    - 宣城郡公趙從審
      - 北海郡公趙世禕

#### 秦王房
- 秦康惠王趙德芳
  - 高平郡公趙惟敍
  - 英國公趙惟憲
    - 新興侯趙從郁
      - 南康侯趙世奕
        - 黔中郡公趙令

  - 南康郡公趙惟能
    - 遂寧郡王趙從古
      - 趙世邁
        - 信都郡公趙令諼

    - 河間侯趙從□
      - 趙世期
        - 馮翊侯趙令譔
          - 房陵郡公趙子崇

      - 東陽郡公趙世復

### 太宗系

#### 漢王房
- 漢恭憲王趙元佐
  - 漢懿恭王趙允升
    - 韓國恭簡公趙宗禮
      - 高密郡公趙仲蒼

    - 滕恭孝王趙宗旦
      - 東頭郡公趙仲璦
      - 安康郡公趙仲仚

    - 漢東侯趙宗楷
      - 榮國孝良公趙仲臯
        - 房陵郡公趙士富

      - 趙仲參
        - 洋川郡公趙士侐

    - 遂國□密公趙宗愨
      - 高密郡公趙仲為

    - 漢東郡公趙宗回
      - 婺國孝修公趙仲革
        - 洋川郡公趙士縱

    - 東陽郡孝憲王趙宗悌
      - 潤國恭惠公趙仲微
        - 高密郡公趙士謁

      - 濟陰郡安憲公趙仲滂

    - 平陽郡王趙宗彥
      - 安康郡公趙仲延
      - 華原郡公趙仲被

    - 華陰侯趙宗本
      - 馮翊侯趙仲勸
        - 房陵郡公趙士極

    - 東陽郡公趙宗辯
      - 東平侯趙仲尋
        - 漢東郡公趙士獲
        - 華原郡公趙士陸

      - 高密郡公趙仲闓

    - 彭城郡公趙宗厚

  - 密國公趙允言
    - 祁國公趙宗說
      - 趙仲郢
        - 華陰郡公趙士馮

      - 汝南侯趙仲軻
        - 高密郡公趙士奇

    - 南康郡純僖王趙宗立
      - 福國公趙仲纂
        - 普寧郡公趙士稔

  - 郇國公趙允成
    - 彭城郡公趙宗嚴
    - 南康侯趙宗仁
      - 高密郡公趙仲弓
      - 漢東郡公趙仲弗
      - 高密郡公趙仲稜

#### 許王房
- 昭成太子趙元僖
  -     - 新平郡恭靖王趙宗保（繼孫）
      - 漢東郡公趙仲杵

#### 商王房
- 商恭靖王趙元份
  - 信安郡僖簡王趙允寧
    - 會稽侯趙宗敏
      - 呂國思公趙仲騑
        - 高密郡公趙士感

      - 博陵郡公趙仲伋
      - 博陵郡公趙仲濬

    - 舒安孝王趙宗肅
      - 華原郡僖節公趙仲先

    - 平陽郡僖裕王趙宗翰
      - 安康郡公趙仲毊

  - 濮安懿王趙允讓
    - 舒良靖王趙宗懿
      - 榮國僖安公趙仲汾
        - 和義郡公趙士贈

    - 餘姚郡王趙宗詠
      - 東陽郡榮順公趙仲曄

    - 溫王趙宗師
      - 安定侯趙仲廩
        - 會稽郡公趙士𡷥

    - 懷榮穆王趙宗暉
      - 濟國良公趙仲沈
        - 清源郡公趙士园
        - 會稽郡公趙士𡷥

    - 樊榮王趙宗輔
      - 嘉國孝恭公趙仲篤
        - 安康郡公趙士仌

      - 安康郡公趙仲戭

    - 淄王趙宗邈
      - 沂國良信公趙仲覽
        - 安康郡公趙士緺

    - 昌端孝王趙宗晟
      - 北海郡王趙仲聘
        - 建安郡公趙士𡸕

    - 蕭恭僖王趙宗博
      - 崇國公趙仲孴
        - 吳興郡公趙士𠊾

    - 崇孝溫王趙宗瑗
      - 建安郡公趙仲詰
      - 安康郡公趙仲譁

    - 襄恭憲王趙宗愈
      - 房陵郡公趙仲琿
      - 趙仲習
        - 咸安郡公趙士𠞯

      - 華原郡公趙仲媺
        - 東陽郡公趙士隌

    - 榮孝靖王趙宗綽
      - 高密郡公趙仲譽

    - 建孝良王趙宗藎
      - 安康郡公趙仲郵

    - 欽穆恪王趙宗祐
      - 簡國榮孝公趙仲瑳
        - 東陽侯趙士赫
          - 安化郡公趙不外

      - 沂國公趙仲玲
        - 新安郡公趙士恭

    - 景孝簡王趙宗漢
      - 趙仲珙
        - 東陽郡公趙士弎

      - 趙仲彩
        - 咸安郡敏王趙士銖
          - 安化郡公趙不詉

#### 越王房
- 越文惠王趙元傑
  -     - 高密郡公趙宗望（繼孫）
      - 趙仲郃
        - 高密郡公趙士耕

      - 東平侯趙仲嘉
        - 高密郡公趙士絙

      - 華原郡公趙仲峭

#### 鎮王房
- 鎮恭懿王趙元偓
  - 相孝定王趙允弼
    - 祁國良公趙宗述
      - 高密郡公趙仲誘
      - 奉化郡公趙仲虺

    - 彭城郡公趙宗藝
    - 北海郡公趙宗制
      - 閬中郡公趙仲敔

#### 楚王房
- 楚恭憲王趙元偁
  -     - 高密郡孝老王趙宗達（繼孫）
      - 東陽郡公趙仲烈

#### 周王房
- 周恭肅王趙元儼
  - 定王趙允良
    - 普安郡王趙宗藺
      - 高密郡公趙仲銛

    - 信都郡公趙宗劼

### 英宗系
- 吳榮王趙顥
  - 晉康郡王趙孝騫
    - 華原郡公趙安統

### 神宗系
- 吳榮穆王趙佖
  - 華原郡公趙有恪

## 縣公
- 涪陵縣公趙廷美，由秦王降封[6]
- 巴陵縣公（追封）趙竑，由濟王降封[7]

## 公

### 生封時人
- 文宣公孔仁玉
  - 文宣公孔宜
    - 文宣公孔延世
      - 文宣公孔聖佑[8]

    - 孔延澤
      - 文宣公→衍聖公孔宗願
        - 衍聖公→奉聖公孔若蒙
        - 奉聖公孔若虛
          - 衍聖公孔端友
          - 孔端操
            - 衍聖公孔玠
              - 衍聖公孔搢
                - 衍聖公孔文遠
                  - 衍聖公孔万春
                    - 衍聖公孔洙
- 崇義公柴詠（周世宗從子）[9]
  - 崇義公柴若訥[9]
    - 崇義公柴務簡[9]
      - 崇義公柴恪[9]
      - 崇義公柴叔夏（曾祖柴詠，祖、父不詳）[9]
        - 崇義公柴國器[9]
          -             -               - 崇義公柴彥穎（周世宗八世孫）[10]

### 追封古人
- 琅邪公閔損，1009年封[11]
- 東平公冉耕，1009年封[11]
- 下邳公冉雍，1009年封[11]
- 臨淄公宰予，1009年封[11]
- 黎陽公端木賜，1009年封[11]
- 彭城公冉求，1009年封[11]
- 河內公仲由，1009年封[11]
- 丹陽公言偃，1009年封[11]
- 河東公卜商，1009年封[11]
- 清烈公屈原，1080年封[11]
- 上谷公風后，1109年封[11]
- 遼東公箕子，1109年封[11]
- 郁夷公商高，1109年封[11]
- 涿鹿公大撓，1109年封[11]
- 陽周公隸首，1109年封[11]
- 平都公容成，1109年封[11]
- 原都公常儀，1109年封[11]
- 宜都公鬼俞區，1109年封[11]
- 河東公巫咸，1109年封[11]
- 靈應公李冰[11]
- 疆濟公程嬰[11]
- 英略公公孫杵臼[11]
- 啟侑公韓厥[11]

### 神灵
- 炳靈公泰山威雄將軍，大中祥符元年封
- 顯聖靈源公河渎
- 東安公沂山
- 永興公會稽山
- 成德公吳山
- 廣寧公醫巫閭山
- 應聖公霍山